# Hidroxicarbamida
La hidroxicarbamida, también conocida como hidroxiurea, es un medicamento usado en la anemia de células falciformes, leucemia mielógena crónica, cáncer cervical y policitemia vera. En la anemia de células falciformes disminuye el número de ataques. Se toma por vía oral.
Los efectos secundarios comunes incluyen supresión de la médula ósea, fiebre, pérdida del apetito, problemas psiquiátricos, dificultad para respirar y dolores de cabeza. También existe la preocupación de que aumenta el riesgo de la aparición de cánceres posteriormente. El uso durante el embarazo suele ser dañino para el bebé. La hidroxicarbamida se encuentra en la familia de medicamentos antineoplásicos. Se cree que funciona bloqueando la fabricación de ADN.
La hidroxicarbamida fue aprobada para uso médico en los Estados Unidos en 1967. Está incluida en la lista de medicamentos esenciales de la Organización Mundial de la Salud, los medicamentos más efectivos y seguros que se necesitan en un sistema de salud. La hidroxicarbamida está disponible como medicamento genérico. El costo mayorista en el mundo en desarrollo es de alrededor de 0.35 a 0.47 USD por día. En los Estados Unidos cuesta menos de 25.

## Usos médicos
La hidroxicarbamida se utiliza para las siguientes indicaciones:
- Enfermedad mieloproliferativa (principalmente policitemia vera y trombocitosis esencial). Se ha encontrado que es superior a anagrelida para el control de la trombocitosis esencial.[4]
- Anemia de células falciformes[5] (aumenta la producción de hemoglobina fetal lo que luego reduce la tendencia de las células falciformes a adquirir forma de hoz, así como la reducción de los glóbulos blancos que contribuyen al estado inflamatorio general en los pacientes con células falciformes.
- Tratamiento de segunda línea para la psoriasis (ralentiza la rápida división de las células de la piel)
- Psoriasis[6][7]
- Mastocitosis[7]
- Leucemia mieloide crónica (en gran parte reemplazada por imatinib, pero aún en uso por su relación costo-eficacia)[8]

## Mecanismo de acción
La hidroxicarbamida disminuye la producción de desoxirribonucleótidos a través de la inhibición de la enzima ribonucleótido reductasa mediante la eliminación de radicales libres de tirosilo, ya que están implicados en la reducción de nucleósidos difosfatos (NDPs).
En el tratamiento de la anemia falciforme, la hidroxicarbamida aumenta la concentración de hemoglobina fetal. El mecanismo preciso de acción aún no está claro, pero parece que la hidroxicarbamida aumenta los niveles de óxido nítrico, provocando la activación de la guanilil ciclasa soluble con un aumento resultante en GMP cíclico y la activación de la expresión del gen de la gamma globina y posterior síntesis de la cadena gamma necesaria para la producción de hemoglobina fetal (HbF) (que no polimeriza y deforma los glóbulos rojos como la mutada HbS, responsable de la anemia de células falciformes). Los eritrocitos adultos que contienen más del 1% de HbF se denominan células F. Estas células son progenie de un pequeño grupo de precursores eritroides inmaduros (BFU-e) que conservan la capacidad de producir HbF. La hidroxiurea suprime también la producción de granulocitos en la médula ósea que tiene un efecto inmunosupresor suave en particular en los lugares de los vasos sanguíneos donde las células falciformes han ocluido el flujo sanguíneo.

## Nombres
Los nombres comerciales incluyen: Hydrea, Litalir, Droxia y Siklos

## Ocurrencia natural
La hidroxiurea ha sido reportada como endógena en plasma sanguíneo humano a concentraciones de aproximadamente 30 a 200 ng/mL.

## Búsqueda
Investigación bioquímica como un inhibidor de la replicación del ADN que provoca la depleción de los desoxirribonucleótidos y da lugar a rupturas de la doble cadena de ADN cerca de las horquillas de replicación (ver reparación del ADN)